# Rupert Vansittart
Rupert Nicholas Vansittart (Cranleigh, 10 febbraio 1958) è un attore britannico.

## Biografia
Vansittart è nato a Cranleigh, nel Surrey, ed ha iniziato la sua carriera di attore nel 1985. Da allora è apparso in un grande numero di produzioni teatrali, film e serie televisive, in ruoli sia principali che minori. Tra i suoi ruoli più noti quello di Mr. Hurst nell'adattamento di Orgoglio e pregiudizio del 1995, di Lord Ashfordly nella serie televisiva Heartbeat e di Lord Yohn Royce, il Bronzeo nella serie HBO Il Trono di Spade. L'attore ha più volte collaborato con Rowan Atkinson, apparendo in Mr. Bean, Sbirri da sballo e nel film Johnny English - La rinascita.

## Filmografia

### Cinema
- Plenty, regia di Fred Schepisi (1985)
- Mistery (Half Moon Street), regia di Bob Swaim (1986)
- Mangia il ricco (Eat the Rich), regia di Peter Richardson (1987)
- Buster, regia di David Green (1988)
- Quel che resta del giorno (The Remains of the Day), regia di James Ivory (1993)
- Quattro matrimoni e un funerale (Four Weddings and a Funeral), regia di Mike Newell (1994)
- Braveheart - Cuore impavido (Braveheart), regia di Mel Gibson (1995)
- Corsari (Cutthroat Island), regia di Renny Harlin (1995)
- Diana & Me, regia di David Parker (1997)
- The Perfect Blue, regia di Kieron J. Walsh (1997)
- Monk Dawson, regia di Tom Waller (1998)
- Kevin & Perry a Ibiza (Kevin & Perry Go Large), regia di Ed Bye (2000)
- One Last Chance, regia di Stewart Svaasand (2004)
- La rapina perfetta (The Bank Job), regia di Roger Donaldson (2008)
- Johnny English - La rinascita (Johnny English Reborn), regia di Oliver Parker (2011)
- The Iron Lady, regia di Phyllida Lloyd (2011)
- Alla ricerca di Jane (Austenland), regia di Jerusha Hess (2013)
- The Children Act - Il verdetto (The Children Act), regia di Richard Eyre (2017)

### Televisione
- Bulman – serie TV, 1 episodio (1985)
- In due si ama meglio (A Fine Romance) – serie TV, episodio 1x11 (1989)
- Heartbeat – serie TV, 75 episodi (1992-2009)
- Mr. Bean – serie TV, 2 episodi (1994-1995)
- Orgoglio e pregiudizio (Pride and Prejudice) – miniserie TV, 4 episodi (1995)
- Sbirri da sballo (The Thin Blue Line) – serie TV, episodio 1 (1995)
- Berkeley Square – miniserie TV, 2 episodi (1998)
- Birds of a Feather – serie TV, 2 episodi (1998-2012)
- Metropolitan Police (The Bill) – serie TV, episodio 16x42 (2000)
- Take a Girl Like You – serie TV, 2 episodi (2000)
- L'ispettore Barnaby (Midsomer Murders) – serie TV, episodi 5x01-10x04-12x01 (2002-2009)
- My Dad's the Prime Minister – serie TV, 8 episodi (2003-2004)
- Doctor Who – serie TV, 2 episodi (2005)
- Coup! – film TV (2006)
- Hustle - I signori della truffa (Hustle) – serie TV, 1 episodio (2007)
- Margaret – film TV (2009)
- Any Human Heart – serie TV, 2 episodi (2010)
- Doctors – serial TV, 3 puntate (2010-2014)
- Delitti in Paradiso (Death in Paradise) – serie TV, episodio 3x08 (2014)
- Foyle's War – serie TV, 5 episodi (2013-2015)
- Il Trono di Spade (Game of Thrones) – serie TV, 13 episodi (2014-2019)
- Chewing Gum – serie TV, 1 episodio (2015)
- Versailles – serie TV, 2 episodi (2015)
- Padre Brown (Father Brown) – serie TV, episodio 4x07 (2016)
- Casualty – serie TV, 1 episodio (2016)
- Plebs – serie TV, episodio 3x07 (2016)
- Tutankhamon – miniserie TV, 1 episodio (2016)
- Outlander – serie TV, episodio 3x04 (2017)
- King Charles III, regia di Rupert Goold – film TV (2017)
- Gentleman Jack - Nessuna mi ha mai detto di no (Gentleman Jack) – serie TV, 6 episodi (2019-2022)
- The Nevers – serie TV, 5 episodi (2021-2023)
- Andor – serie TV, episodio 1x01 (2022)
- The Chelsea Detective – serie TV, episodio 2x02 (2023)

## Doppiatori italiani
Nelle versioni in italiano dei suoi lavori, Rupert Vansittart è stato doppiato da:
- Bruno Alessandro in Alla ricerca di Jane, Andor
- Ugo Maria Morosi in Il Trono di Spade, The Children Act - Il verdetto
- Nino Prester in Quel che resta del giorno
- Eugenio Marinelli in Quattro matrimoni e un funerale
- Renato Cortesi in Braveheart
- Michele Kalamera in Doctor Who
- Mario Bombardieri in Johnny English - La rinascita
- Ambrogio Colombo in Delitti in paradiso
- Pietro Ubaldi in The Crown
- Nicola Braile in The Diplomat